# استان نیانگا
استان نیانگا (به لاتین: Nyanga Province) یک منطقهٔ مسکونی در گابن است که در گابن واقع شده‌است. استان نیانگا ۲۱٬۲۸۵ کیلومتر مربع مساحت و ۵۲٬۸۵۴ نفر جمعیت دارد.